# Josep Gramunt i Subiela
Josep Gramunt i Subiela (Tarragona, 1893 - Barcelona, 1968) va ser un notari, historiador, genealogista i bibliòfil tarragoní que va reunir al llarg de la seva vida una important col·lecció de llibres sobre Tarragona, Poblet i Santes Creus.
Va ser membre de la Reial Societat Arqueològica Tarraconense, de l'Acadèmia de Bones Lletres de Barcelona i l'Acadèmia de la Història de Madrid. Fundà i dirigí l'Agrupació de Bibliòfils de Tarragona. Va practicar també el mecenatge impulsant l'edició de noves publicacions d'història i de genealogia catalanes. És autor de diverses obres entre les quals destaquen Els llinatges catalans a Sicília, La conquesta de Sicília, Armorial de los arzobispos de Tarragona, Los linajes catalanes en Grecia en el siglo XIV.
Va tenir cura de fer enquadernar molts dels seus llibres al gran artista barceloní Emili Brugalla. La seva biblioteca abasta un ampli ventall temàtic i cronològic, des del segle xvi al XX. La seva afecció per la bibliofilia el va dur a reunir possiblement la millor biblioteca especialitzada en llibres tarragonins i que per voluntat seva passà a l'Ajuntament de Tarragona després de morir. Ara constitueix el Llegat Gramunt dins la Biblioteca Hemeroteca Municipal.
L'Ajuntament va instituir el Premi d'història Josep Gramunt i Subiela i l'any 1992 va donar nom a un carrer de la ciutat a la zona coneguda com a Tarragona 2. En el centenari del seu naixement, l'any 1993, el Museu d'Història i la Biblioteca Hemeroteca Municipal van organitzar una exposició i van editar un catàleg que sota el títol Llibres estimats. Homenatge a Josep Gramunt i Subiela mostrava les joies bibliogràfiques de les biblioteques públiques i privades de la ciutat.